# 音楽舎
株式会社音楽舎（おんがくしゃ）は、静岡県内で営業展開している総合楽器店・音楽教室。本社は静岡県静岡市駿河区国吉田。

## 沿革
- 1992年（平成4年）8月21日 - 株式会社音楽舎設立

## 拠点
- 本社・国吉田教室 - 静岡県静岡市駿河区国吉田四丁目8番6号 : 静岡鉄道静岡清水線 県総合運動場駅より徒歩3分
- 昭府町教室 - 静岡県静岡市葵区昭府町一丁目8番35号 ツキヂビル5F : しずてつジャストライン安倍線、昭府一丁目バス停前
- 東千代田教室 - 静岡県静岡市葵区東千代田一丁目20番43号
- 竜南保育園教室（竜南保育園）- 静岡県静岡市葵区竜南一丁目19番15号
- 瀬名中央教室（あゆみ第2保育園）- 静岡県静岡市葵区瀬名中央一丁目1番14号
- 麻機北教室（月影保育園）- 静岡県静岡市葵区北1661番地の1